# Благодатівка (Куп'янський район)
Благода́тівка — село в Україні, у Куп'янському районі Харківської області. Входить до складу Кіндрашівської сільської громади. Населення становить 351 осіб.

## Географія
Село Благодатівка знаходиться на відстані 5 км від річки Оскіл, за 2 км від річки Сеньок, за 4 км знаходиться місто Куп'янськ. За 2 км проходить автомобільна дорога Н26. До села примикають садові ділянки і лісові масиви. Поруч проходить залізниця, за 2 км станція Осадьківка.

## Історія
7 (20) листопада 1917 року, відповідно до Третього Універсалу Української Центральної Ради, увійшло до складу Української Народної Республіки.
Під час організованого радянською владою Голодомору 1932—1933 років померло щонайменше 20 жителів села.
До 2020 року орган місцевого самоврядування— Грушівська сільська рада.
12 червня 2020 року, відповідно до розпорядження Кабінету Міністрів України № 725-р «Про визначення адміністративних центрів та затвердження територій територіальних громад Харківської області», увійшло до складу Кіндрашівської сільської територіальної громади.

## Населення

### Мова
Розподіл населення за рідною мовою за даними перепису 2001 року:
| Мова       | Кількість | Відсоток |
| ---------- | --------- | -------- |
| українська | 317       | 89.55%   |
| російська  | 34        | 10.45%   |
| Усього     | 354       | 100%     |